# „Weihnacht!“

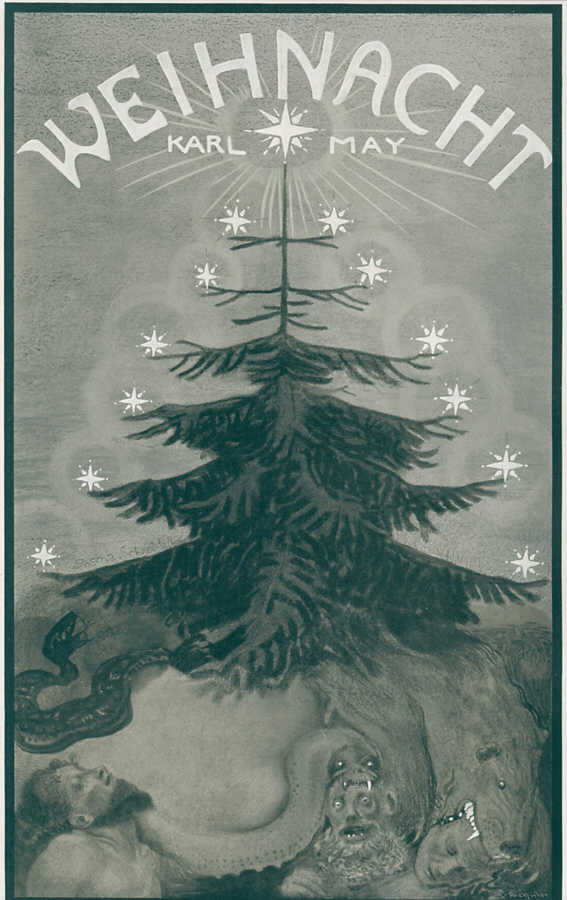
Buchdeckel der von Sascha Schneider gestalteten Ausgabe, 1906

„Weihnacht!“ ist der Titel eines 1897 erschienenen Romans des deutschen Schriftstellers Karl May. Die Handlung der als Reiseerzählung abgefassten Geschichte ist teils in Deutschland, teils im Wilden Westen der USA angesiedelt und beschreibt Erlebnisse der Hauptfiguren Winnetou und Old Shatterhand, die im Zusammenhang mit Ereignissen stehen, die Letzterer während seiner Studentenzeit in Europa erlebt hat.
Der Titel des Romans bezieht sich auf ein Weihnachtsgedicht, das der Erzähler May für eine Zeitschrift verfasst hat und das im Verlauf der Handlung immer wieder auftaucht.

## Handlung
Die Handlung wird von Karl May als Ich-Erzähler geschildert und ist in Bezug auf Ort und Zeit in zwei Teile untergliedert.
Das ursprünglich erste Kapitel („Einleitung“) spielt im kaiserlichen Deutschland bzw. in Böhmen und schildert neben der Entstehung des Gedichts die Erlebnisse des jungen Karl May und seines Freundes Hermann Lachner, genannt Carpio, auf einer mehrtägigen Wanderung während der Weihnachtsferien. Im böhmischen Falkenau lernen sie die völlig verarmte Familie Hiller kennen, die sich auf der Flucht vor einer unbekannten Bedrängnis befindet. Mit ihrem letzten Geld helfen die beiden Freunde der Familie, sich bis nach Bremen durchzuschlagen, von wo sie in die USA auswandern wollen, wo sich bereits der Vater der Familie aufhält.
Die Kapitel 2 bis 5 spielen mehrere Jahre später im amerikanischen Westen. Der Erzähler ist mittlerweile zum berühmten Westmann Old Shatterhand gereift und hält sich inkognito in der Kleinstadt Weston, Missouri auf, um seiner Tätigkeit als Reiseschriftsteller nachzugehen. Durch Zufall stößt er dort auf Frau Hiller, deren Ehemann, ein Fellhändler, von feindlichen Krähenindianern gefangengehalten wird. Diese beschuldigen ihn, gemeinsam mit befreundeten Schoschonen einige Krähenindianer getötet zu haben. In seinem Hotel belauscht Old Shatterhand außerdem die Planung eines Überfalls auf zwei Goldsucher. Als Drahtzieher vermutet Old Shatterhand den „Prayer-Man“, einen als Wanderprediger getarnten Gangster, der u. a. ohne Erlaubnis das Weihnachtsgedicht vermarktet hatte.
Gemeinsam mit seinem Blutsbruder Winnetou macht sich Old Shatterhand auf in die Wildnis, um Hiller zu befreien. Außerdem wollen die beiden versuchen, den Überfall auf die Goldsucher zu verhindern. Einer dieser Goldsucher entpuppt sich als Carpio, der mittlerweile ebenfalls in die USA ausgewandert ist und dort von seinem bösartigen Onkel, dem anderen Goldsucher, ausgenutzt wird. Carpio schließt sich Old Shatterhand und Winnetou an. Gemeinsam geraten sie in die Gefangenschaft der Blutindianer, die sie an die Krähenindianer ausliefern. Dort gelingt es Old Shatterhand, den Häuptling der Krähenindianer davon zu überzeugen, dass der Überfall auf seine Krieger von den Blutindianern unternommen wurde. Nachdem er im Zweikampf den Häuptling der Blutindianer besiegt hat, verfolgen die Blutsbrüder den Prayer-Man und seine Komplizen, die den gesundheitlich angeschlagenen Carpio aus dem Lager der Krähenindianer entführt haben.
Bei der Verfolgung stoßen sie auf ihren alten Freund Amos Sannel, der mit dem „Prayer-Man“ ebenfalls noch eine Rechnung offen hat. In seiner Begleitung befindet sich Hiller, der aus dem weiter entfernten Hauptlager der Krähenindianer entkommen konnte. Hiller ist aufgrund der Schicksalsschläge in seinem Leben verbittert und verhält sich daher gegenüber Old Shatterhand sehr feindselig und verhöhnt ihn aufgrund seines unerschütterlichen Glaubens. Wieder taucht hier das Gedicht auf, als Auslöser des Streits.
An einem Finding-Hole, einer Goldgrube in einem Fluss, in den winterlichen Rocky Mountains können sie die Gangster schließlich stellen und den inzwischen schwerkranken Carpio befreien. Hiller schließt sich aus Trotz den Gangstern an. Beide Parteien überwintern getrennt voneinander in einem von einer heißen Quelle erwärmten Tal. Dort werden die Gangster von einer Lawine verschüttet, es gelingt Old Shatterhand jedoch, Hiller zu retten. Dieser bekehrt sich daraufhin wieder zum christlichen Glauben. Old Shatterhand kann ihm nun einen Brief seiner Frau übergeben, wonach die Familie in die Heimat zurückkehren kann, da es gelungen sei, eine gegen sie gerichtete Intrige aufzuklären. Gemeinsam mit inzwischen eingetroffenen Schoschonen feiern die Helden im Tal das Weihnachtsfest, wobei der sterbende Carpio ein letztes Mal das Gedicht aufsagt.

## Dichtung Weihnachtsabend
Als Bindeglied zwischen den geschilderten Jugenderlebnissen in Oberfranken und Böhmen sowie späteren Heldentaten als Old Shatterhand an der Seite Winnetous im Wilden Westen benutzt May das Gedicht "Weihnachtsabend", das ungefähr 1867 entstand. Karl May wählte für sein Gedicht dasselbe Versmaß wie Friedrich Schiller für seine Ode an die Freude, auch vertont in Ludwig van Beethovens 9. Sinfonie. May hatte sowohl für Schiller als auch für Beethoven eine Vorliebe, insbesondere für Beethovens 9. Sinfonie.

## Sonstiges
1911 erschien eine illustrierte Ausgabe mit Bildern von Claus Bergen.
2002 erschien ein knapp dreistündiges Hörspiel, das 2007 erneut aufgelegt wurde. Die Hauptrollen werden von Schauspielern der Freilichtbühne Bad Segeberg gesprochen.